# Бурхануддин аль-Маргинани
Бурхануддин Абуль-Хасан Али ибн Абу Бакр аль-Маргинани ар-Рошидоний, более известен как Бурхануддин аль-Маргинани (узб. Бурхониддин аль-Марғилоний; 23 сентября 1123, Риштан — 29 октября 1197, Самарканд) — среднеазиатский мыслитель, учёный философ, теолог-богослов, исламский законовед-фиких, получивший в исламском мире титул Шейх-уль-ислам.
Автор фундаментального труда «Аль Хидоя фи шарх Бидоя аль мубтадиъ», или сокращённо: «Китаб аль Хидоя» — «Руководство по комментарию к „Началу для начинающего (обучение)“». «Хидоя» («аль Хидоя») буквально значит «проводник». Написанная в XII веке, книга считается одной из самых известных книг по фикху ханафитском мазхабе.

## Биография
Бурхануддин родился в квартале «Гумбаз» (Купол) дахи (части) «Дахбед» (Десять Ив) округи «Калаи-Поён» (Нижняя Крепость) древнего города Риштана, в знатной семье богословов и мусульманских законодателей — фикихов, род которых происходил от первого халифа Абу Бакра.
Полное имя Бурхануддина указано в XIV веке в книге Абдулҳая ибн Абдулфатҳ аль Хусайний «Насабаномаи хожа Убайдуллоҳ Аҳрор», «Родословность „Сохиби Хидоя“ следующее: Бурхануддин Абуль Хасан Али ибн Абдулжамил ибн Халил ибн Абу Бакр ибн Мухаммад инб Абдурахим ибн Умар ибн Омир Абу Бакр ибн Абдуллох ибн Косим ибн Мухаммад ибн Амр ал муъминин Абу Бакр Сиддик (да будет доволен им Аллах) аль-Фергани аль-Маргинани ар-Рошидоний».
Семья Бурхануддина жила рядом с главной соборной мечетью Риштана «Гумбаз», которая после завоевание арабами в конце VIII века считалась одной из первых соборных мечетей в Ферганской долине. Близкие Бурхануддина, дед Халил ибн Абу Бакр, отец Абу Бакр ибн Абдулжалил, дядя Абу Бакр ибн Хусомиддин, дед по материнской линии Умар ибн-Хабиб Зандарамший были известными и именитыми богословами, знатоками мусульманского права не только в Риштане, но по всей Ферганской долине.
Первые азы образования Бурхануддин получил в родном городе от своих близких, Халила ибн Абу Бакра, Умара ибн-Хабиба, Абу Бакра ибн Абдулжалила, Абу Бакра ибн Хусомиддина, а также у известного богослова-фикиха Ферганской долины Абу Бакра ибн Хотама ар-Рошидоний — ал-Хакима и других богословов улемов и факихов Риштана. Он был талантливым и способным учеником. Ещё в молодости наизусть знал Коран. Любознательность подтолкнула его к глубокому изучению основных наук того времени и ради продолжения учёбы он переехал в Маргилан.
В Маргилане в медресе Пир Сиддик, Абуль-Хасан Али ар-Рошидоний в течение 13 лет обучался у знаменитых исламских учёных законоведов-факихов и богословов Маргилана. Именно здесь его называли «Бурхануддин вал-милла». Бурхануддин — арабское имя и состоит из двух корней Бурхан — «доказательство», «дин» — «религия». Слово «милла» означало, что он является знатоком мусульманского права и юридических традиций (обычного права, адата) местных народов. И с того времени во всем мусульманском мире его называли Бурхануддин аль-Маргинани ар-Рошидоний. В последующие годы он продолжил учёбу у знаменитых улемов и факихов Мавераннахра и Хорасана.
После переселения в середине XII в Самарканд, Бурхануддин аль-Маргинани ар-Рошидоний для себя и своих мюридов (مريد|последователей, учеников) риштанцев и маргиланцев выбрал место для постоянного проживания в древнем пригороде Самарканда в районе «Ним-Сугуд», что в переводе с персидского означает «Половина Согдианы» и создал там поселение под названием исторической родины Дахбед.
Основы мусульманского права Бурхануддин аль Маргилани ар Рошидоний изучал у известных богословов и факихов, его наставниками считаются:
- Халил ибн Абу Бакр ибн Мухаммад ар-Рошидоний
- Умар ибн-Хабиб Зандарамши аль-Рошидоний
- Абдулжамил ибн Халил ибн Абу Бакр ар-Рошидоний
- Хусомиддин ибн Халил ибн Абу Бакр ибн ар-Рошидоний
- Абу Бакр ибн Ҳотам ал-Ҳаким ар-Рошидоний
- Бахауддина-Али ибн-Мухаммад-ибн-Исмаил-аль-Асбижони; (умер в 535 г. по Хиджре),
- Абдуллазиз Абдураззак ибн-Наср Шасвар-ибн-Сулаймон-Маргинани;
- Фахриддин-Абул-Мафохир-Хасан ибн-Мансур-Узганди;
- Нажмиддин Абу-Хафс Мухаммад-ибн-Ахмад-ан-Насафи;
- Садрул-Шахид-Хисомуддин-Умар ибн-Абдулазиз-ибн-Умар-ибн-Али-аль-Пайканди;
- Кавомуддин-Ахмад ибн-Абдурашид Умар-ибн-Мухаммад-ибн-Абдуллох-ибн-Заемуслом Абу-Шужгнон-аль-Байони;
- Ахмед ибн-Абдул-Азиз Зейуддин-Мухаммад-ибн-Хусайн-ан-Бандийжани и др.

Представители рода Маргилани внесли значительный вклад не только в развитие науки фикха Мавераннахра, но и всего исламского мира. В родословной Бурхануддина Маргилани было несколько факихов, они в основном занимались судебной практикой и преподаванием и занимали видное положение в обществе, религиозной среде, а также в государственной администрации, поскольку многие вопросы религиозной и общественной жизни разрешались факихами.
У Бурхануддина Маргилани было три сына:
- Имамуддин-Мухаммад ибн-Али-ибн-Абу-Бакр-ибн-Абдулджамил аль-Фергани, аль-Маргилани, аль-Рошидоний, ас-Самарканди ;
- Низомуддин-Умар ибн-Али-ибн-Абу-Бакр-ибн-Абдулджамил аль-Фергани, аль-Маргилани, аль-Рошидоний, ас-Самарканди ;
- Жалолиддин-Мухаммад ибн-Али-ибн-Абу-Бакр-ибн-Абдулджамил аль-Фергани, аль-Маргилани, аль-Рошидони, ас-Самарканди ;

Все они изучали фиких под руководством своего отца и достигли уровня права издания фетвы, после отца являлись «Шейх-уль-исламами» Мавераннахра. Бурхануддин Маргилани и его потомки внесли большой вклад в развитие школы фикиха. Их произведения отмечают неразрывную связь учений ханифитской школы фикха с традициями и обычаями народов Центральной Азии. Более 300 лет «Шейх-уль-исламом» Мавераннахра избирался представитель из дома "Сохиби Хидоя.

## Труды
Бурхануддин Маргилани является автором более 10 фундаментальных научных трудов по фикху. К основным произведениям Бурханнуддина Маргилани относятся следующие:
- «Нашр аль-мазхаб» («Распространение мазхаба»);
- «Китаб аль-маносик аль-хаж» («Книга о правилах совершения хаджа»);
- «Китаб уль-фараиз» («Книга о праве наследства»);
- «Китаб ат-тажнис вал-мазид» («Книга, боготворящая науку»);
- «Мухтарат уль-навазил» («Мажмуъ-уль-навазил» — «Книга о вещах, ниспосланных Аллахом»);
- «Китаб уль-Машойих» («Книга о шейхах»);
- «Мазид фи-фуру-уль-ханафий» («Дополнения к ханифистской школе»);
- «Шарх аль-Жамий аль-Кабир Мухаммад аш-Шайбани» ("Комментарий к книге аш-Шайбани «Аль-Джами-аль-Кабир»);
- «Бидоятуль-Мубтадиъ» («Вступление к изучению закона»);
- «Кифолтуль-мунтахий» («Заключительное обучение для заканчивающих», восьмитомный комментарий для «Бидоятуль-Мубтадиъ»);
- «Хидоя» (четырехтомный комментарий к книге «Кифоятуль-Мунтахий»).

Произведение «Бидоятуль-Мубтадиъ» («Вступление к изучению закона») — это теоретически глубокий, но несколько громоздкий и поэтому неудобоиспользуемый труд. В результате, самому Бурхануддину Маргилани пришлось написать пространный комментарий в восьми томах к «Бидоятуль-Мубтадиъ» под названием «Кифа-ят-уль-мунтахий» («Достаточное, стремящееся к конечной цели»). Этот компендиум и принес известность Бурхануддину Маргинани как теоретику фикха. Впоследствии на основе «Кифаят-уль-Мунтахий» был составлен ещё более известный, знаменитый во всем мире «Китаб аль-Хидоя».
Ряд произведений Бурхануддина Маргилани оказались утрачены. В Институте востоковедения АН Республики Узбекистан сохранились рукописи следующих его трудов:
- «Будоятуль-Мубтадиъ» — и.н. 3895;
- «Мажмаъ Мухторот ан навозил» — и.н 4624;
- «Хидоя фи-аль-Фикх» — и.н 11497 (4 экз.);
- «Аль-Кифоя фи-Шарх Хидоя» — и.н 3618;
- «Хидоя фи-аль-Фуруъ» — и.н 11046 (33 экз.).

## Память

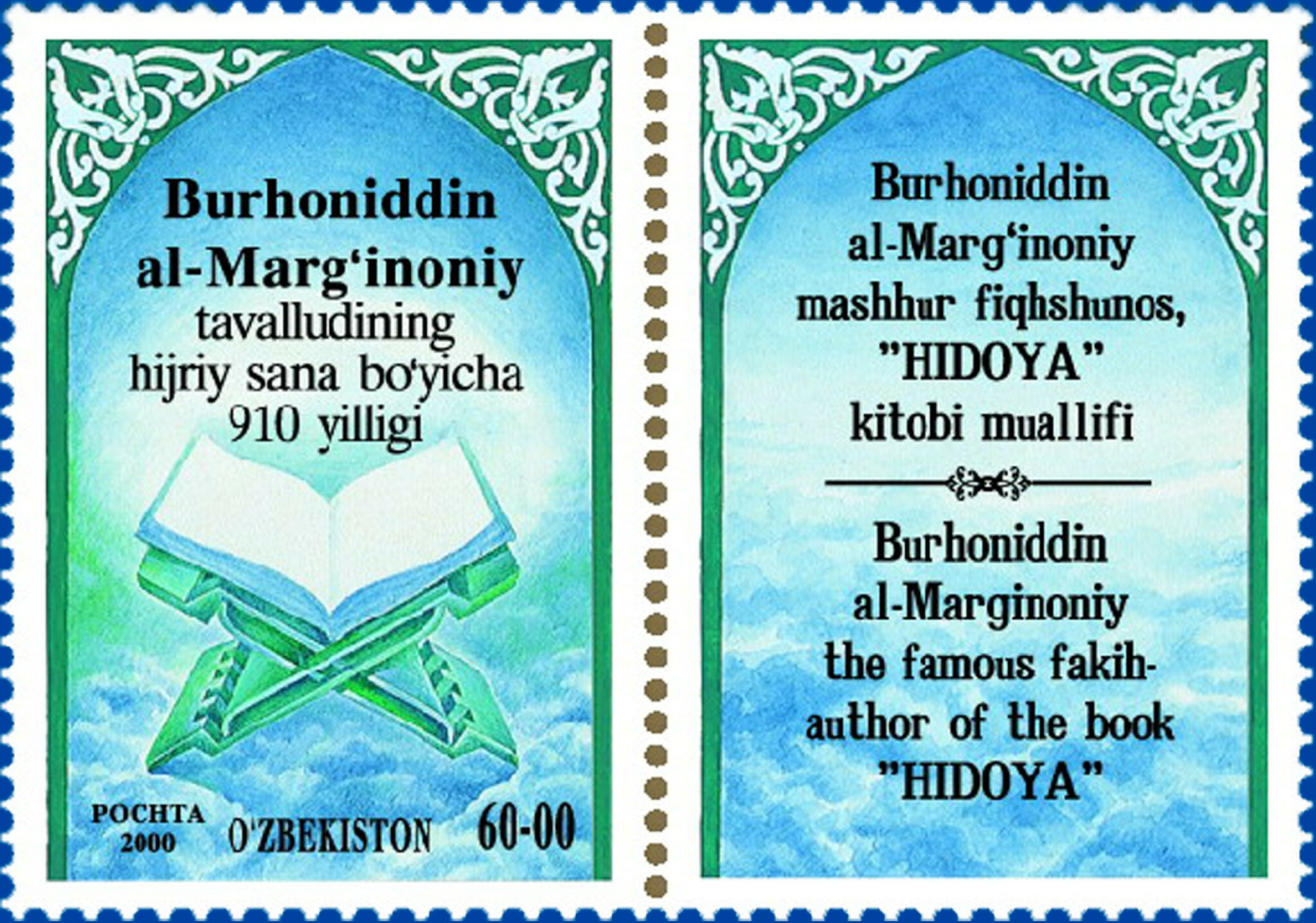
Почтовая марка Узбекистана

Бурхануддин Маргилани похоронен на кладбище Чокардиза в Самарканде, где захоронены свыше 400 законоведов по имени Мухаммад (Турбатул-Мухаммадийин). Это кладбище получило славу «вместилища науки», ибо здесь находили упокоение выдающиеся люди того времени — ученые, юристы, улемы.

Шейха Мухаммад Абдулхай Лакнавий — «ал-Маргинони — великий факих, хадисовед и поэт, видный учёный, имеющий особый дар» . книга «Аль Фаваид аль-бахийа фи Тараджим аль Ханафийа»
После обретения Узбекистаном независимости память о Бурхануддине Маргилани была восстановлена. По инициативе Президента Узбекистана И. А. Каримова в Маргилане был построен величественный мемориальный комплекс, в Риштане реконструирован мавзолей. В 2000 г. был широко отмечен 910-летний юбилей со дня рождения Бурхануддина Маргилани.
Президент Узбекистана И. А. Каримов сказал: 

«Бурхонуддин ал-Маргинони — признанный учёный не только в мусульманском, но и во всем мире, он создал своеобразную школу в исламском правоведении, его бесценное наследие прославило на весь мир землю Ферганы. Его учение имеет огромное значение для нашей истории». «За процветание Родины — каждый из нас в ответе». Речь на торжествах, посвященных 910-летию со дня рождения Бурхонуддина ал-Маргинони, 16 ноября 2000 г.
В настоящее время в Риштане проживают потомки Бурхануддина Маргилани ар-Рошидоний.